# José Adolfo Larregain
José Adolfo Larregain O.F.M. (Adolfo Gonzales Chaves, 3 de abril de 1966) é um prelado argentino da Igreja Católica, desde 2025 sucedeu como arcebispo de Corrientes.

## Vida
José Adolfo Larregain ingressou na ordem franciscana e, após concluir os estudos teológicos, recebeu o sacramento da ordenação em 19 de março de 2004.
Além de funções em vários ramos franciscanos na Argentina, formou-se em teologia pastoral pela Pontifícia Universidade Católica da Argentina. Antes de ser nomeado bispo auxiliar, foi guardião da casa de estudos dos franciscanos de profissão temporária na diocese de Merlo-Moreno, administrador paroquial da paróquia da Virgen de la Paz em Moreno e definidor provincial da província de sua ordem.
O Papa Francisco o nomeou bispo auxiliar em Corrientes e bispo titular de Mauriana em 21 de março de 2020. O arcebispo de Corrientes, Andrés Stanovnik, O.F.M.Cap., deu-lhe a ordenação episcopal em 29 de junho do mesmo ano, coadjuvado pelo antecessor de Stanovnik, Domingo Salvador Castagna, bem como o bispo de Goya, Adolfo Ramón Canecín, e o bispo de Santo Tomé, Gustavo Alejandro Montini.
Em 27 de setembro de 2024, foi elevado ao posto de arcebispo coadjutor de Corrientes. Sucedeu ao governo pastoral em 22 de fevereiro de 2025.